# Segment (geometri)

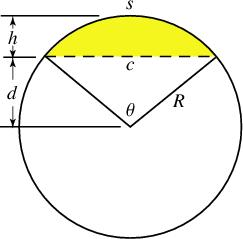
Cirkelsegment, markerat i gult.

Segment  inom geometri är en avskuren del av något större. 
Ett linjesegment är en del av en linje som begränsas av två ändpunkter.
Ett cirkelsegment är en del av en cirkel som begränsas av en sekant eller korda. Halvcirkeln är ett specialfall av cirkelsegment, som begränsas av diametern, den längsta kordan.
Ett sfäriskt segment är en del av en sfär som begränsas av en yta. Halvklotet är ett specialfall av sfäriskt segment.